# Saint-Hilaire-de-la-Noaille
Saint-Hilaire-de-la-Noaille egy francia település Gironde megyében az Aquitania régióban. Lakosainak száma 380 fő (2022. január 1.).

## Adminisztráció
Polgármesterek:
- 2008–2014 Louis Négro
- 2014–2020 Didier Lecourt

## Demográfia
| Lakosok száma | 316  | 271  | 291  | 355  | 379  | 382  | 381  | 375  | 376  | 380  |
|               | 1968 | 1982 | 1990 | 2006 | 2013 | 2015 | 2017 | 2019 | 2020 | 2022 |